# STMTS
STMTS oder Stamatis Mitsios (griechisch Σταμάτης Μήτσιος; * 1993 in Athen, Griechenland) ist ein griechischer Streetart-Künstler und Maler.

## Leben und Karriere
STMTS wählte seinen Künstlernamen als Abkürzung seines Vornamens Stamatis. Er wuchs in Chalandri, einem Vorort von Athen, auf und studierte an der Hochschule der Bildenden Künste Athen. 2012 brachte er sein erstes Streetart-Kunstwerk in Athen an.
Der Künstler bevorzugt für seine Streetart Wände leerstehender Gebäude im Zentrum Athens. In einem Interview gab er an, seine Arbeit gern im öffentlichen Raum zu zeigen, da sie so von vielen Menschen unterschiedlichen Alters und Herkunft kostenlos betrachtet werden könnte.
Sein Streetart-Kunstwerk I Love Life, das einen kleinen Jungen mit zu großer Sonnenbrille zeigt, der ein T-Shirt mit dem Aufdruck I ♥ Life trägt, wurde in Zusammenhang mit der griechischen Wirtschaftskrise 2015 bekannt, da es in mehreren internationalen Zeitungen wie The Guardian, The New York Times und auch Der Spiegel als Bebilderung in Artikeln über die griechische Wirtschaft abgedruckt wurde. Anschließend erlangte STMTS auch international einen hohen Bekanntheitsgrad; er nahm mit seinen Werken unter anderem an Ausstellungen in Athen, Chicago, Bologna und New York City teil. In einem Interview gefragt, worauf dieser Erfolg zurückzuführen sei, antwortete er: „Ich kann mir vorstellen, dass es eine Rolle gespielt hat, dass meine Themen die Welt berühren.“ Im Mittelpunkt seiner Werke stehen meist Kinder, sie sollen als „Helden die Unschuld und Reinheit symbolisieren, gleichzeitig bilden sie eine Art Gewissen der Gemeinschaft ab, das unsere Welt und ihre Zukunft in Frage stellt. Und das soll die Betrachtenden zum Nachdenken bringen“.
Neben der Streetart kann STMTS auch andere künstlerische Arbeiten vorweisen, bekanntere sind das Cover des Albums Intimo des Reggaeton Musikers Nicky Jam, sowie eine Auftragsarbeit von Wandmalereien, sogenannten Murals, für das KPMG-Bürogebäude in Maskat (Oman).
STMTS stellte 2020 sein soziales Engagement unter Beweis, als er mehrere seiner bereits bekannten, Kinder darstellenden Streetart-Werke in Athen nachträglich mit einem Hinweis für ein Kinder-Nothilfe-Telefon (Κέντρο Ενδυνάμωσης Παιδιού και Εφήβου των Γιατρών του Κόσμου Kentro Endynamosis Pediou ke Efibou ton Giatron tou Kosmou) versah, um die Nachricht „Die Kinder brauchen dich“ zu verbreiten.

## Technik
STMTS benutzt für seine Streetart-Werke die Paste-up-Technik, die er auf seiner Webseite „Wheatpastes“ nennt; dazu klebt er vorher in klein vorgefertigte und dann vergrößerte, meist farbige Kunstwerke auf die Wände. Charakteristisch für ihn sind eine feine, „lineare Schrift, die an eine Gravur erinnert“, wie der Kunstkritiker Thanasis Moutsopoulos in seinem Text über den Künstler schrieb.
Seine in Ausstellungen gezeigten Werke stellt er zwar mit Acrylfarben und Sprays her, sie behalten aber trotzdem ihren Bezug zur Streetart, wie in einer Ausstellungskritik hervorgehoben wurde.

## Ausstellungen (Auswahl)
- 2014 No Respect: Γκράφιτι και street art στη Στέγη Γραμμάτων και Τεχνών („Kein Respekt: Graffiti und Streetart im Museum Stegi Grammaton und Technon“, Veranstaltungsort des Onassis Cultural Center), Gruppenausstellung, Athen
- 2014 The Street Is My Gallery („Die Straße ist meine Galerie“) im National Hellenic Museum, Gruppenausstellung, Chicago, USA
- 2015 A. Tassos 1914–1985 im Benaki-Museum, Teilnahme an der Ausstellung mit einem eigenen Werk, Athen
- 2016 Crossing the Lines ΑΙΘΟΥΣΣΑ ΤΕΧΝΗΣ ΑΘΗΝΩΝ in der Athens Art Gallery, Einzelausstellung, Athen
- 2017 CHEAP festival, Teilnahme am Festival, Bologna, Italien
- 2019 Art New York, Avant Gallery (Stand 212), New York City, USA
- 2020 A Child’s World im Stavros Niarchos Foundation Cultural Center, Gruppenausstellung, Athen
- 2022 Avant Gallery, Einzelausstellung, New York City, USA[8]